# Orchesia elongata
Orchesia elongata là một loài bọ cánh cứng trong họ Tetratomidae. Loài này được Macleay miêu tả khoa học đầu tiên năm 1872.